# Joseph F. Blumrich
Josef Franz Blumrich (Steyr, entonces en el Imperio Austro-húngaro, 15 de marzo de 1913 - Estes Park, Colorado, 10 de febrero de 2002) fue un ingeniero de la NASA.
Se mudó a los Estados Unidos en 1959 para unirse a la NASA y al programa espacial. Trabajó en el Centro Marshall de vuelos espaciales donde se construyó el cohete Saturno V, manteniéndose en el hasta retirarse en 1974.
Se convirtió en una figura muy conocida, tras publicar en 1974 el libro Las Naves Espaciales de Ezequiel. En él sostiene una teoría que nace de sus conversaciones con el ufólogo y escritor Erich Von Däniken en la cual señala que, en el Antiguo Testamento, el profeta Ezequiel se encontró con una nave espacial cuya descripción considera verosímil y a los miembros de su tripulación, y no a Dios.

## Obras
- Josef F. Blumrich (1973); Cuando se abrieron los cielos: El profeta Ezequiel, la nave espacial y su verificación con la última tecnología. (título original: Da sich der Himmel auf tat Die Begegnung mit des Prophete Ezequiel Außerirdischer Intelligenz) Traducido por Otto Pöyhönen. Helsinki: Book Group, 1974. ISBN 951-26-0868-5.